# Троя, Руни
Руни Андерсон Троя Масиас (исп. Rooney Anderson Troya Macías; род. 20 февраля 2006) — эквадорский футболист, полузащитник клуба «Универсидад Католика Кито».

## Клубная карьера
Троя — воспитанник клуба «Универсидад Католика Кито». 26 августа 2023 года в матче против «Индепендьенте дель Валье» он дебютировал в эквадорской Примере. 

## Международная карьера
В 2023 году в составе юношеской сборной Эквадора Троя принял участие в домашнем юношеском чемпионате Южной Америки. На турнире он сыграл в матчах против сборных Колумбии, Уругвая, Венесуэлы, Парагвая, а также дважды Бразилии и Чили.